# 앨릭스 피니
알렉산더 "앨릭스" 피니(Alexander "Alex" Finney, 1902년 3월 13일 ~ 1982년)은 잉글랜드의 축구 선수로, 볼턴 원더러스 소속으로 풋볼 리그에 500경기 이상 출전했다. 또한 1923년과 1929년 FA컵 결승전에서 활약했다.